# Antti Aarne
Antti Amatus Aarne [ˈɑntːi ɑːrnɛ] (Pori, 5 de desembre de 1867 - Hèlsinki, 5 de febrer de 1925) fou un folklorista i investigador dels contes finès.

## Vida
Aarne va estudiar a Rússia entre 1893 i 1898 i posteriorment va ser professor d'idiomes i director d'escoles secundàries de Rússia. Va rebre el doctorat 1908 amb la tesi Vergleichende Märchenforschungen ("Recerca comparada sobre els contes"). A partir de 1911 va ensenyar com a professor de recerca de poesia popular finlandesa i comparada a la Universitat de Hèlsinki, i des de 1922 com a professor emèrit.
Aarne és considerat juntament amb Julius i Kaarle Krohn, els seus mestres, com el fundador del mètode geogràfic-històric, també anomenat Escola finlandesa, de recerca sobre els contes. El 1910 va publicar una tipologia del conte de fades sota el títol Verzeichnis der Märchentypen mit Hilfe von Fachgenossen, que va ser revisat per primera vegada el 1928 i posteriorment reelaborat i completat el 1961 pel nord-americà Stith Thompson com a Classificació d'Aarne-Thompson.

## Publicacions
- "Die Zaubergaben: eine vergleichende Märchenuntersuchung" in: Journal de la Société finno-ougrienne XXVII
- Finnische Märchenvarianten. Verzeichnis der bis 1908 gesammelten Aufzeichnungen. Hamina 1911 (Folklore Fellows' communications; 5).
- Leitfaden der vergleichenden Märchenforschung. Hamina 1913 (Folklore Fellows' communications; 13).
- Schwänke über schwerhörige Menschen. Eine vergleichende Untersuchung. Hamina 1914 (Folklore Fellows' communications; 20).
- Der Mann aus dem Paradiese in der Literatur und im Volksmunde. Eine vergleichende Schwankuntersuchung. Hamina 1915 (Folklore Fellows' communications; 22).
- Der reiche Mann und sein Schwiegersohn. Vergleichende Märchenforschungen. Hamina 1916 (Folklore Fellows' communications; 23).
- Estnische Märchen- und Sagenvarianten. Verzeichnis der zu den Hurt'schen Handschriftsammlungen gehörenden Aufzeichnungen. Hamina 1918 (Folklore Fellows' communications; 25).
- Das estnisch-ingermanländische Maie-Lied. Eine vergleichende Untersuchung. Helsinki 1922 (Folklore Fellows' communications; 47).
- Das Lied vom Angeln der Jungfrau Vellamos. Eine vergleichende Untersuchung. Helsinki 1923 (Folklore Fellows' communications; 48).
- Die magische Flucht. Eine Märchenstudie. Helsinki 1930 (Folklore Fellows' communications; 92).